# Montpitol
Montpitol – miejscowość i gmina we Francji, w regionie Oksytania, w departamencie Górna Garonna.
Według danych na rok 1990 gminę zamieszkiwało 251 osób, a gęstość zaludnienia wynosiła 42 osób/km² (wśród 3020 gmin regionu Midi-Pireneje Montpitol plasuje się na 812. miejscu pod względem liczby ludności, natomiast pod względem powierzchni na miejscu 1411.).